# 乌多·赫塞尔斯
乌多·赫塞尔斯（荷蘭語：Udo Hessels，1965年8月25日—），荷兰男子帆船运动员。他曾代表荷兰参加1996年、2000年、2004年和2012年夏季残疾人奥林匹克运动会帆船比赛，获得一枚金牌和一枚银牌。